# ふるほん文庫やさん
ふるほん文庫やさん（ふるほんぶんこやさん）は、かつて存在した文庫本の専門古書店。創業者および社長・会長は谷口雅男。

## 概要
谷口雅男は創業直前までメナード化粧品の社員として化粧品の訪問販売を生業とする営業マンであった。谷口は広島県立三原東高等学校を卒業後、様々な職業を転々とするが巧くいかず、高校卒業からの6年間で実に23回もの転職を繰り返したという。転職を繰り返す中で時間を持て余していたことや、落ち込んで沈んでいた気持ちを紛らわせるために手頃なサイズで気軽に読める文庫本を手に取って読むようになり、これが文庫本との出逢いになったという。
24回目の転職でメナード化粧品に入社したが、23回におよぶ転職経験が此処でようやく活かされる形となり、化粧品の訪問販売を通して経営術を磨いたようである。
そうした生活が続く中、読書好きが高じて集めていた谷口本人による個人所有の文庫本が数万冊に達したため、文庫の良さを広く知ってもらおうと考え、化粧品の訪問販売員から転職する形で1995年に福岡県北九州市にて「ふるほん文庫やさん」を開業。当時はまだインターネットが現在ほど普及していなかったが、徐々にインターネットが社会に普及し始めていた黎明期だったことから、実店舗での販売だけでなく、インターネットを利用しての通信販売を想い付いた。これは、インターネットを利用することで専門店としての店舗の存在を全国的に広めることが目的だったため。
2001年、社長の谷口は文庫屋の開業に至るそれまでの自身の半生を振り返る書籍『ふるほん文庫やさんの奇跡』を刊行。これが反響を呼び、新聞社などのメディアからも注目されるようになる。
自著が反響を得て知名度が上がってくると、書店業だけでなく、社会貢献を目的に特定非営利活動法人として「としょかん文庫やさん」なる文庫専門の図書館を開館するなど、開業から暫くの間は順調な運営を行なっていた。

## 相次ぐインターネット通販大手の開業
ありとあらゆる分野の文庫を取り扱っていた幅広い品揃えが功を奏し、また、社会奉仕の一環として図書館を開業するなどしたことで社会からは好意的に受け入れられ、開業後は順調な業績を上げていた。
しかし、インターネットが普及してくるとYahoo!ショッピング・楽天市場・Amazon.co.jpなど、後に著名な大手企業となる各社が順次通販サイトを立ち上げはじめた。特にAmazon.co.jpは古い文庫本を1円から販売するスタイルを確立。このため、実店舗での販売価格でしか提供できないふるほん文庫やさんの魅力は無くなり、購買者の関心はAmazon.co.jpなど、他社に向けられるようになる。それから徐々に売り上げが悪化。在庫ばかりが過剰化していくようになった。

## 谷口の失踪から倒産に至るまで
「ふるほん文庫やさん」は2007年に広島県三原市へ本社を移転し、JA三原の店舗兼倉庫で営業を行っていた。広島県三原市は谷口が高校を卒業するまで過ごした自身の出身地であり、経営を見直すために初心に返るつもりで三原市を移転先に選んだものと思われる。
社長の谷口にはワンマンな面が目立ち、自身もそれを自覚していた。本人も自著『ふるほん文庫やさんの奇跡』の中で自身のワンマンぶりについて触れている。これが特に顕著に現れ始めたのは経営悪化に伴う三原市への移転以降である。
移転後も経営環境は改善されず、業を煮やした谷口は当時、同社役員だった男性社員に対して経営悪化を理由に事ある毎に必要以上に厳しく叱責するなどの言動が目立ち、元従業員や購買者らの証言によると、谷口は常に客の居る前でも平気で怒鳴り散らしていたという。「次は我が身」と身の危険を感じた従業員たちの相次ぐ退職や谷口の言動を苦々しく感じていた元購買者らを中心に谷口に対するバッシングが起こり、これが決定的な客離れを形成する形となって業績はさらに悪化。経営が成り立たなくなったため、店舗は2011年5月に店頭営業を停止。
店頭営業停止後は店頭に『幣社は 御し専門の古本屋です。買い取り、販売とも、小売は、到しておりません。ご了承下さい。㈱ふるほん文庫やさん(原文ママ)』との貼り紙を出していた。6月にはブログの更新も停止し、以後はAmazon.co.jpでの出品のみによる営業を行っていたもの、商品の汚さに苦情が殺到する有様だった。家賃も滞納し(10万円×7ヶ月分)、JA職員の家賃督促にも『おたくで棺桶を買う』と脅しめいた放言をするなどして埒が明かず、年末には近所の主婦に3人の所持金が合計1500円と谷口が語っていたという。

そして翌2012年1月にはついに谷口のこのような言動に耐えかねた上述の男性役員が、店内で首吊り自殺。死後、すぐ近所の主婦らの所に谷口がやって来て「奥さん、私、夜逃げしますから」と告げ、同月末に管理人に鍵を渡して失踪。
谷口は約40万冊にも膨らんでいた在庫を放棄し、金銭的価値の高いめぼしい物を換金して逃亡資金に充て、家賃を滞納したまま2012年1月を最後に失踪したと毎日新聞とサンデー毎日が報じている。
貸主であるJA三原は約40万冊にも及ぶ在庫について全て焼却処分する意向を示し「価値が在るのか無いのかは全く判らないが、少なくても焼却処分するには莫大な金額を要することになる」と話しており、その焼却費用などを含む処遇は2025年4月現在も解決していない。
なお、現地の他に倉庫がもう1箇所あったが、こちらは民間経営のため、谷口の失踪後すぐに依頼を受けた古本屋数軒が買取と処分にあたった。小学校の体育館並みの広さの工場跡の倉庫に約10万冊が保管されていたが、めぼしい本は殆ど無く、商品にならない本や、同じ本がザラに50～60冊は在ったという。2日間をかけて4トントラック1台分が買い取られ、残りは産業廃棄物業者がゴミとして引き取った模様。
また、「としょかん文庫やさん」はそれ以前の2008年7月に運営を中断し、同じく施設内に45万冊の書籍を残したまま放置されているが、2020年6月11日に事業報告等の３年以上未提出により北九州市より特定非営利活動法人の認証を取り消されている。
谷口は現在も失踪したままとなっているが、後期高齢者層に入っている年齢であるため、病気や自殺などによって既に死亡している可能性も指摘されているものの、JA三原に対する家賃滞納は現在も継続して加算され続けているため、家賃滞納の件も含め、谷口には詐欺罪を初めとする幾つかの罪状において刑事責任が問われる見通しである。
インターネット黎明期の創業であることから、インターネットが普及してネット社会に突入していくことは必然であったため、時代の流れを見越せなかったことが事業失敗の主たる原因である。いわばインターネットの普及によって犠牲になった企業ともいえ、もとより事業としては成り立たない業態だったとの意見もある。